# سدوم اکر
سدوم اکر (نام علمی: Sedum acre) نام یک گونه از تیره گل‌نازیان است.